# Raubtierhaus

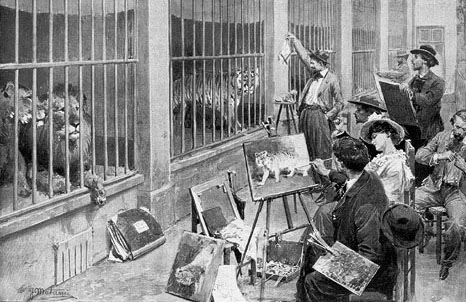
Tiermaler in der Ménagerie du Jardin des Plantes, aus der Zeitschrift L’Illustration, August 1902.

Ein Raubtierhaus ist ein in zoologischen Gärten errichtetes Gebäude, in dem Raubtiere möglichst artgerecht und sicher gehalten werden können. Zugleich sind Raubtierhäuser so konzipiert, dass den Besuchern der Anlagen eine optimale Möglichkeit der Besichtigung geboten werden kann. Raubtierhäuser bieten die Möglichkeit der Nachzucht, der Beobachtung und der Forschung.

## Geschichte
Das erste eigens für Großkatzen errichtete Gebäude entstand 1876 im London Zoo; das „Lion House“ blieb fast hundert Jahre in Betrieb und prägte lange Zeit den Käfigstil mit Stahlgittern und gekachelten Boxen. In Deutschland folgte 1901/1902 das „Neue Raubtierhaus“ in Leipzig, das mit mehr als 2300 gezüchteten Löwen weltweite Bekanntheit erlangte. 1937 eröffnete die Ménagerie du Jardin des Plantes in Paris ihre art-déco-Fauverie, geplant von René Berger. Einen neuen Größenmaßstab setzte 1963 das Alfred-Brehm-Haus im Tierpark Berlin mit rund 5300 Quadratmetern Grundfläche und einer 16 Meter hohen Tropenhalle. Seit den 1990er-Jahren ersetzen viele Zoos historische Häuser durch modernisierte Anlagen oder bauen sie, wie das Berliner „Reich der Jäger“, grundlegend um.

## Kritik
Tierschutzverbände bemängeln weiterhin stereotype Bewegungen bei Arten mit großem Streifgebiet und fordern größere Freianlagen. Eine 2024 veröffentlichte Untersuchung der Aspinall Foundation listete mehr als 3000 Verstöße gegen EAZA-Richtlinien in 29 europäischen Zoos und stellte damit die Wirksamkeit des Akkreditierungssystems infrage. Darauf reagierten mehrere Einrichtungen mit weiteren Umgestaltungen, verbesserter Verhaltensanreicherung und Transparenzinitiativen.